# أنطون هايبيرغ
أنطون هايبيرغ (بالنرويجية البوكمول: Anton Heiberg)‏ هو محامي نرويجي، ولد في 26 مارس 1878 في أوسلو في النرويج، وتوفي في 11 سبتمبر 1947.